# 鳥取警察署
鳥取警察署（とっとりけいさつしょ）は、鳥取県警察が管轄する警察署の一つである。県内筆頭の大規模署で、署長は警視正である。

## 所在地
- 鳥取市千代水三丁目100番地

## 管轄区域
- 鳥取市（旧八頭郡河原町、旧八頭郡用瀬町、旧八頭郡佐治村、旧気高郡気高町、旧気高郡鹿野町及び旧気高郡青谷町の区域を除く。）
- 岩美郡岩美町

## 沿革

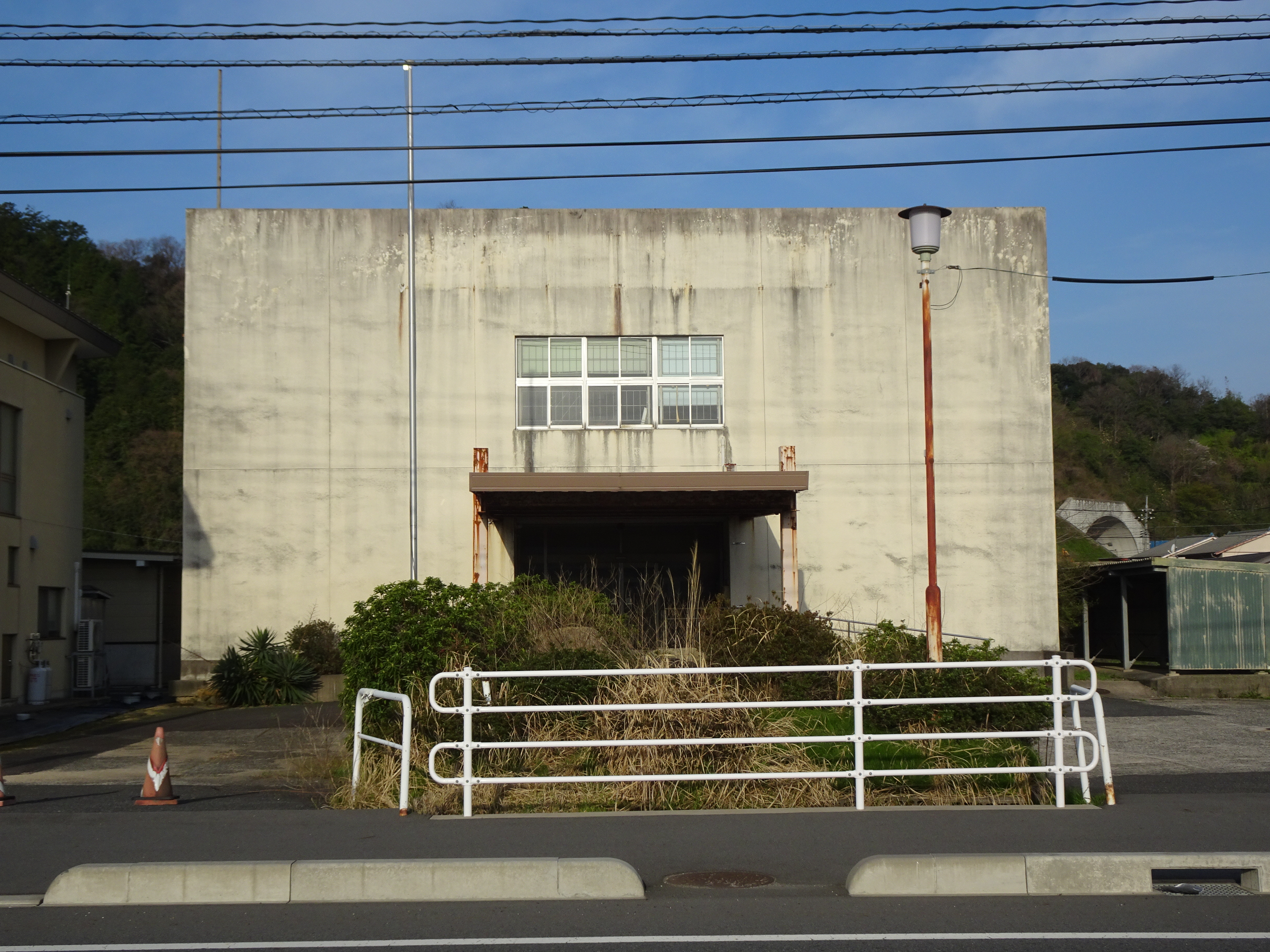
旧岩美警察署

- 2005年4月1日 岩美警察署（鳥取市（福部町地域）と岩美町を管轄していた）を鳥取警察署へ統合。それに伴い、旧岩美警察署跡地に岩美幹部派出所を設置。
- 2007年3月4日 老朽化のため、旧庁舎（鳥取市青葉町三丁目127番地）から新庁舎（鳥取市千代水三丁目100番地）へ新築移転。

## 組織
- 署長
- 副署長
- 警務課
  - 警務係
  - 相談係
  - 被害者支援係
- 留置管理課
  - 管理係
  - 看守係
- 会計課
  - 会計第一係
  - 会計第二係
- 生活安全課
  - 生活安全係
  - 少年係
  - 人身安全係
  - 捜査係
- 地域課
  - 地域第一係
  - 地域第二係
  - 通信指令係
- 刑事第一課
  - 刑事指導係
  - 捜査第一係
  - 捜査第二係
  - 鑑識係
- 刑事第二課
  - 捜査第一係
  - 捜査第二係
  - 捜査第三係
- 交通第一課
  - 交通第一係
  - 交通第二係
- 交通第二課
  - 指導係
  - 交通第一係
  - 交通第二係
- 警備課
  - 警備第一係
  - 警備第二係
  - 警備第三係

## 幹部派出所

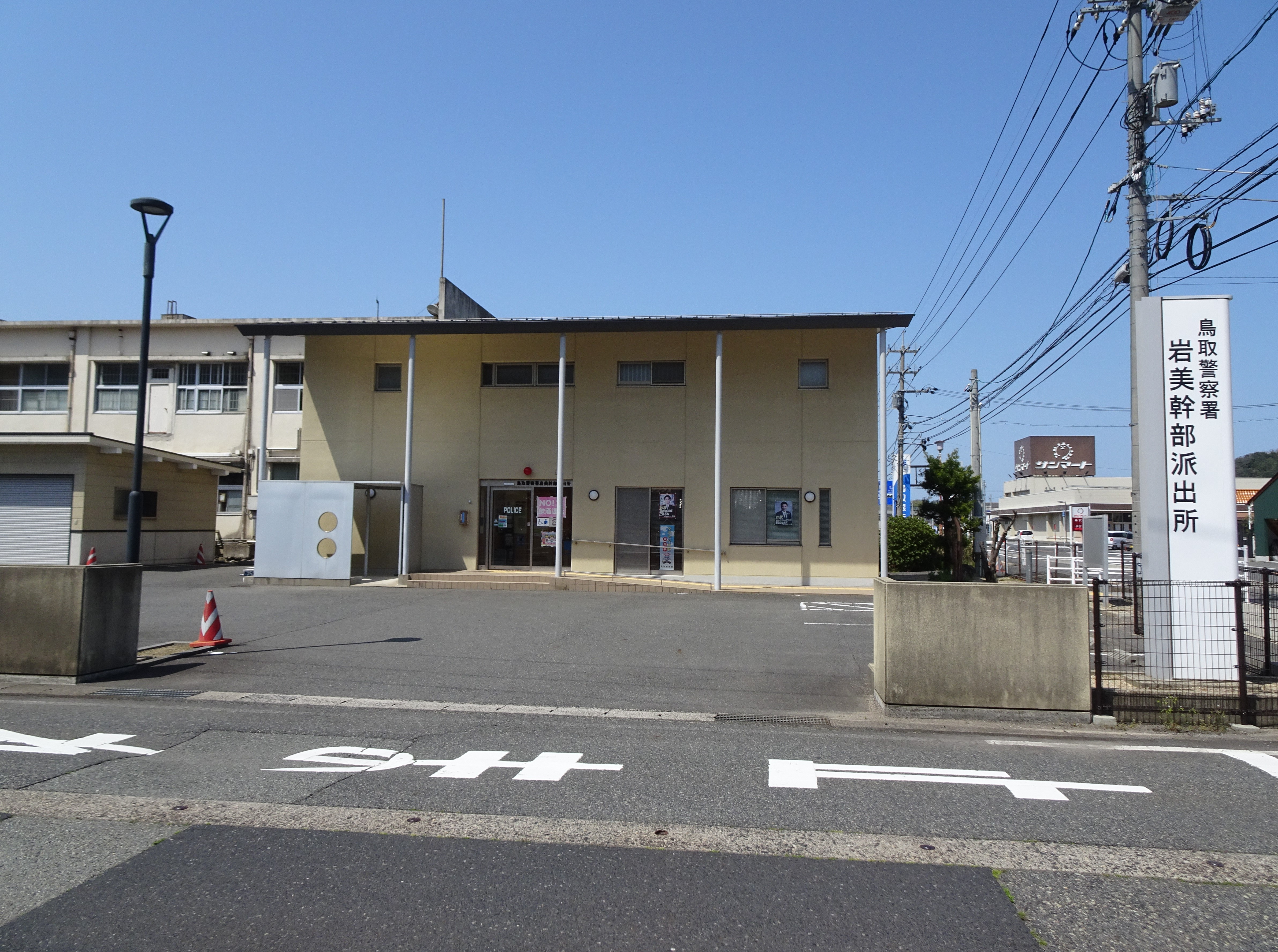
岩美幹部派出所

（）の中は所在地。

### 岩美町
- 岩美幹部派出所（岩美郡岩美町大字浦富645番地16）

## 交番
（）の中は所在地。

### 鳥取市
- 湯所交番（鳥取市湯所町二丁目330番地）
  - 鳥取市のうち湯所町一丁目・ニ丁目、相生町一丁目～四丁目、田園町一丁目～四丁目、青葉町一丁目～三丁目、松並町一丁目～三丁目、北園一丁目・ニ丁目、丸山町、山城町、玄好町、材木町、寿町、新品治町、薬師町、田島、秋里、覚寺、円護寺、江津
- 若桜橋交番（鳥取市弥生町104番地5）
  - 鳥取市のうち尚徳町、馬場町、栗谷町、江崎町、東町一丁目～三丁目、元大工町、掛出町、上魚町、鍛冶町、若桜町、桶屋町、職人町、西町一丁目～五丁目、片原一丁目～五丁目、本町一丁目～五丁目、二階町一丁目～四丁目、元魚町一丁目～四丁目、茶町、川端一丁目～五丁目、南町、新町、元町、弥生町、吉方温泉一丁目～三丁目、戎町、寺町、吉方、南吉方一丁目～三丁目、栄町の一部（国道53号以北）
- 鳥取駅前交番（鳥取市東品治町103番地2）
  - 鳥取市のうち末広温泉町、永楽温泉町、東品治町、栄町の一部（国道53号以南）、瓦町、今町一丁目・ニ丁目、行徳一丁目～三丁目、幸町、西品治、古市、天神町、扇町、興南町、富安、富安一丁目・ニ丁目、吉成の一部（大路川以北）
- 立川交番（鳥取市立川町四丁目24番地10）
  - 鳥取市のうち国府町稲葉丘一丁目～三丁目、国府町分上一丁目～四丁目、新町一丁目・ニ丁目、新通り一丁目～四丁目、卯垣、卯垣一丁目～五丁目、立川町一丁目～七丁目、岩倉、百谷、滝山、小西谷、上町、中町、大榎町、庖丁人町、大工町頭、御弓町、吉方町一丁目・ニ丁目、吉方温泉四丁目
- 雲山交番（鳥取市雲山221番地97）
  - 鳥取市のうち大杙、面影一丁目・二丁目、雲山、桜谷、正蓮寺、新、大覚寺、東今在家、的場、的場一丁目～四丁目
- 湖山交番（鳥取市湖山町西四丁目117番地）
  - 鳥取市のうち湖山町、湖山町東一丁目～五丁目、湖山町西一丁目～四丁目、湖山町南一丁目～五丁目、湖山町北一丁目～六丁目、千代水一丁目～四丁目、南安長一丁目～三丁目、緑ヶ丘ニ丁目・三丁目、安長、商栄町

## 駐在所
（）の中は所在地。

### 鳥取市
- 浜坂駐在所（鳥取市浜坂二丁目1番21号）
  - 鳥取市のうち浜坂、浜坂一丁目～八丁目、浜坂東一丁目
- 吉成駐在所（鳥取市吉成三丁目7番8号）
  - 鳥取市のうち吉成一丁目～三丁目、吉成南町一丁目・ニ丁目、吉成の一部（大路川以南）
- 叶駐在所（鳥取市叶321番地5）
  - 鳥取市のうち数津、宮長、叶、叶一丁目
- 蔵田駐在所（鳥取市蔵田413番地）
  - 鳥取市のうち八坂、橋本、馬場、国安、蔵田、円通寺、西円通寺、東大路、中大路、西大路、久末、美和、古郡家、越路
- 桂木駐在所（鳥取市桂木790番地）
  - 鳥取市のうち杉崎、南栄町、津ノ井、生山、桂木、海蔵寺、船木、広岡、香取、紙子谷、祢宜谷
- 若葉台駐在所（鳥取市若葉台南六丁目24番2号）
  - 鳥取市のうち若葉台北一丁目～六丁目、若葉台南一丁目～七丁目
- 上味野駐在所（鳥取市上味野75番地3）
  - 鳥取市のうち向国安、竹生、上味野、朝月、源太、下味野、岩坪、上砂見、中砂見、下砂見、赤子田、長谷、倭文、玉津、横枕、猪子、野寺、服部、菖蒲
- 賀露駐在所（鳥取市賀露町北三丁目28番15号）
  - 鳥取市のうち賀露町、港町、晩稲、南隈、賀露町北一丁目～四丁目、賀露町西一丁目～四丁目、賀露町南一丁目～六丁目
- 美萩野駐在所（鳥取市美萩野三丁目294番地）
  - 鳥取市のうち伏野、白兎、小沢見、内海中、御熊、三津、美萩野一丁目～五丁目
- 古海駐在所（鳥取市緑ヶ丘一丁目560番地15）
  - 鳥取市のうち古海、徳吉、五反田町、緑ヶ丘一丁目、徳尾の一部（市営住宅徳吉団地）
- 布勢駐在所（鳥取市布勢305番地）
  - 鳥取市のうち岩吉、里仁、足山、布勢、桂見、高住、良田
- 吉岡温泉駐在所（鳥取市吉岡温泉町881番地9）
  - 鳥取市のうち松原、六反田、大畑、金沢、福井、吉岡温泉町、妙徳寺、双六原、矢矯、洞谷、瀬田蔵、長柄、三山口
- 嶋駐在所（鳥取市嶋174番地3）
  - 鳥取市のうち徳尾の一部（市営住宅徳吉団地を除く）、本高、北村、西今在家、篠原、中村、有富、高路、下段、上段、大塚、野坂、宮谷、嶋、大桷、河内、槇原、松上、細見、上原、尾崎
- 宮下駐在所（鳥取市国府町宮下183番地6）
  - 鳥取市のうち国府町美歎、国府町広西、国府町庁、国府町町屋、国府町中郷、国府町安田、国府町国分寺、国府町法花寺、国府町三代寺、国府町宮下、国府町大字宮下、国府町奥谷、国府町奥谷一丁目～三丁目
- 谷駐在所（鳥取市国府町糸谷31番地1）
  - 鳥取市のうち国府町雨滝、国府町木原、国府町下木原、国府町石井谷、国府町大石、国府町栃本、国府町楠城、国府町拾石、国府町菅野、国府町殿、国府町上地、国府町上荒舟、国府町荒舟、国府町神護、国府町山崎、国府町中河原、国府町松尾、国府町吉野、国府町新井、国府町山根、国府町神垣、国府町清水、国府町岡益、国府町谷、国府町玉鉾、国府町糸谷、国府町高岡、国府町麻生
- 砂丘駐在所（鳥取市福部町湯山2083番地）
  - 鳥取市のうち福部町左近、福部町久志羅、福部町中、福部町蔵見、福部町南田、福部町栗谷、福部町八重原、福部町箭渓、福部町高江、福部町湯山、福部町海士、福部町細川、福部町岩戸

### 岩美町
- 浦富駐在所（岩美郡岩美町大字浦富1977番地2）
  - 岩美郡岩美町のうち大字小羽尾、大字大羽尾、大字牧谷、大字相谷、大字浦富、大字田後
- 岩井駐在所（岩美郡岩美町大字岩井169番地1）
  - 岩美郡岩美町のうち大字田河内、大字陸上、大字高山、大字恩志、大字高山、大字長郷、大字院内、大字荒金、大字黒谷、大字池谷、大字延興寺、大字外邑、大字唐川、大字小田、大字大阪、大字岩井、大字宇治、大字真名、大字長谷、大字白地、大字相山、大字馬場、大字蒲生、大字銀山、大字洗井、大字鳥越
- 大谷駐在所（岩美郡岩美町大字大谷2347番地）
  - 岩美郡岩美町のうち大字網代、大字岩本、大字大谷、大字本庄、大字太田、大字河崎、大字新井、大字岩常

## 警備派出所
- 鳥取空港警備派出所（鳥取市湖山町西四丁目110番地5 鳥取空港ビル内）
  - 鳥取空港